# Дюмон, Луиза
Луиза Дюмон (1862—1932) — немецкая актриса и театральный деятель.
Дебют — в «Остенд-театр» (Берлин; 1883).
Играла в театрах Ханау, Райхенберга, Граца. С 1887 года в венском «Бургтеатре». С 1888 по 1895 год в Вюртембергском придворном театре в Штутгарте. Одновременно с этим играла в других театрах Германии; гастролировала в России. В 1895 году перешла в «Лессинг-театр» (Берлин); с 1897 года в Deutsches Theater О. Брама. Была одной из лучших актрис ибсеновских пьес: Гедда («Гедда Габлер», 1898), Ребекка («Росмерсхольм», 1899), фру Альвинг (1900), Ирена («Когда мы, мёртвые, пробуждаемся»), Нора («Кукольный дом»).
Была занята в первых режиссёрских опытах М. Рейнхардта (театральное кабаре «Шалль унд раух», Малый театр). С 1902 года в европейских турне режиссёра Г. Линдемана с ибсеновским репертуаром. В 1905 году вместе Линдеманом основала Дюссельдорфский драматический театр, где была актрисой и режиссёром.
Поставила «Сон в летнюю ночь» (совместно с Линдеманом, 4 редакции, 1905—1932), «Бранд» Х. Ибсена (1914).
Роли: Элла Рентгейм, Озе («Йун Габриэль Боркман» и «Пер Гюнт» Ибсена), леди Макбет; Кандида («Кандида» Б. Шоу), Анна Каренина. С 1909 года занималась преподаванием.
В 1958 году вышел сборник статей Дюмон «Завещание» («Vermachtnis», Dusseldorf).